# Claus Heßler
Claus Heßler (* 23. Juni 1969 in Laufach) ist ein deutscher Schlagzeuger, Autor und Schlagzeuglehrer.

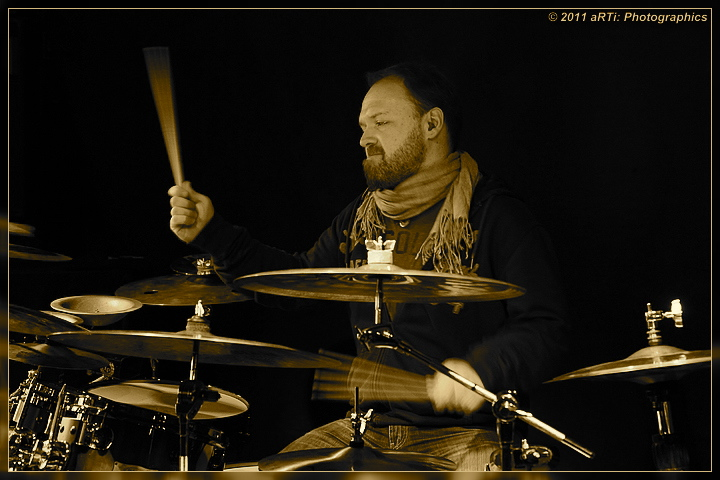
Claus Hessler Performance (2011)

## Leben
Claus Heßler erhielt Klarinettenunterricht von seinem Vater und Schlagzeugunterricht mit etwa zehn Jahren. Mit 19 Jahren begann er seine Berufslaufbahn als Schlagzeuger, bei der das Unterrichten von Anfang an einen großen Stellenwert hatte. 1990 traf er zum ersten Mal Jim Chapin, der in den folgenden Jahren neben Dom Famularo zu einem seiner wichtigsten Mentoren wurde.
Es folgten Live- und Studiotätigkeiten mit Künstlern wie Mike Stern, Herb Ellis, Randy Brecker, Ack van Rooyen, Matt Smith, Albert Mangelsdorff, Michael Sagmeister, Larry Coryell, Barbara Dennerlein oder den New York Voices, mit denen er Touren durch Europa unternahm.
Claus Heßler gilt als Vertreter des open-handed playing, des Spielens mit nicht überkreuzten Händen. Dazu gab er mit Dom Famularo die beiden Lehrbücher „Open-Handed Playing“ heraus. Ebenso wird Heßler in der internationalen Fachpresse als legitimer Nachfolger seines Mentors Chapin gesehen, nach dessen Aussage Heßler die „Moeller-Technik“ in Reinform beherrscht und weitergibt. In diesem Zusammenhang gilt er als einer der wenigen, die mit Chapins Konzept der „collapsed rudiments“ vertraut sind. Historische Aspekte des Schlagzeugspiels und die Geschichte der „Rudiments“ sind die zentralen Aspekte in seiner Veröffentlichung „Camp Duty Update“.  In Taladiddle vergleicht Heßler Rudiments und Konnakol. 2015 wurde er zum Präsidenten von Percussion Creativ e.V. gewählt, der größten Community für Schlagzeuger und Perkussionisten in Europa.

## Veröffentlichungen
Neben seinen Buchveröffentlichungen ist Heßler als Workshop-Autor für die Zeitschrift drums&percussion tätig und schreibt als Gastautor für Zeitschriften wie „Drumscene“ (Australien) oder „Modern Drummer“ (USA). Er gehört neben Dom Famularo, John Riley und Danny Gottlieb zu dem Autorenteam, das an der Neuauflage des Buchs von George Lawrence Stone „Accents & Rebounds“ schrieb.
- Open-Handed Playing Band 1, 2008.
- Open-Handed Playing Band 2, 2011.
- Daily Drumset Workout. Ein Übungsbuch für Hartnäckige und solche, die es werden wollen 2011.
- Drumming Kairos 2013.
- Camp Duty Update 2015.
- Taladiddle 2022.

## Lehrtätigkeit
Heßler unterrichtete an Hochschulen in Mannheim, Köln, Karlsruhe, Hamburg und Würzburg und an Schlagzeugseminaren.
- Hochschule für Musik und Darstellende Kunst Frankfurt am Main[4]
- Distinguished Professor der Keimyung University, Daegu, Südkorea
- Berufsfachschule für Musik des Bezirks Mittelfranken[5]
- Bundesakademie für musikalische Jugendbildung, Trossingen
- PASIC International Convention, Indianapolis
- Berklee College of Music, Boston, USA
- Drumeo, Vancouver, Kanada
- China Drum Summit, Beijing, China
- Rioja Drumfestival, Logrono, Spanien
- Keimyung Universität, Deagu, Südkorea
- Laguna Drumfest, Durango, Mexico
- World Drum Festival, Hamburg
- International Percussion Summer Camp, Taipeh, Taiwan
- Dresdener Drumfestival
- Drummers Collective, New York
- Sounding Jerusalem, Jerusalem
- Popakademie Baden-Württemberg
- Tribute to Jim Chapin, New York
- Austrian Drum Camp, Graz
- Popakademie, Mannheim
- Open Minded Drumming[6]